# خانواده چیراتیوات
خانواده چیراتیوات (تایلندی: จิราธิวัฒน์) خانواده تایلندی چینی الاصل می‌باشند، که مالکیت گروه سنترال را در اختیار دارند. این گروه تجاری مالک بیش از ۶۰ مرکز خرید و بالغ بر ۵ هزار هتل و رستوران را در تایلند دارا می‌باشند. بنیانگذار این خانواده تیانگ چیراتیوات است، که در سال ۱۹۲۷ از هاینان به بانکوک مهاجرت کرد. وی ۲۶ فرزند از ۳ همسر داشت. هم‌اکنون خانواده چیراتیوات ۲۲۰ نفر عضو دارد که ۵۱ نفر از این خانواده در حوزه‌های مختلف کسب و کار، در کشور تایلند فعالیت می‌کنند و سه نفر از این خانواده در فهرست ۵۰ فرد ثروتمند تایلند قرار دارند، که هر ساله توسط مجله فوربز رتبه‌بندی می‌شوند.